# Blohm & Voss Ha 139
Blohm & Voss Ha 139 — німецький поплавковий гідролітак періоду 1930-х років, виробництва верфі «Blohm & Voss» GmbH. Всього виготовлено три екземпляри. Перший політ виконано у жовтні 1936, уведений в експлуатацію авіакомпанією Deutsche Lufthansa у 1937. Проєктувався як багатоцільовий гідроплан для здійснення комерційних, в першу чергу поштових трансатлантичних перевезень. Під час Другої світової війни виконував завдання з далекої морської розвідки, розвідки погоди, тралення мін та інше.

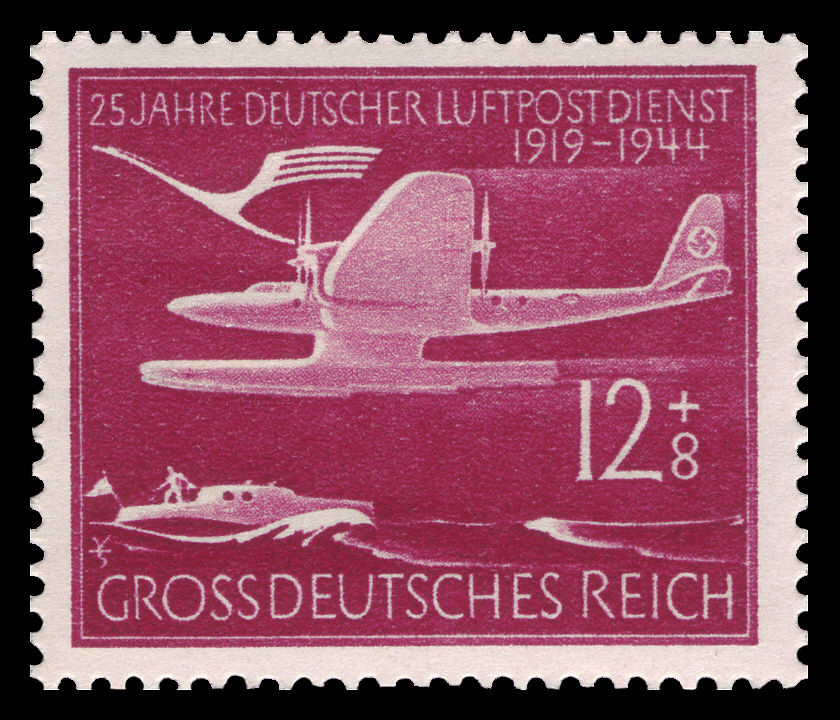
На поштовій марці 1944 року Ha 139 поруч з логотипом «Deutsche Lufthansa». Присвячена події: «25 років німецькій авіапошті 1919—1944»

## Тактико-технічні дані для Ha 139 B
Джерело: «Flugzeug-Typenbuch», Helmut Schneider. Видавництво: «Herm Beyer Verlag», 1941. Стор. 29

### Льотні характеристики
- Максимальна швидкість: 325 км/г
- Крейсерська швидкість: 280 км/г
- Крейсерська швидкість біля поверхні води: інформація відсутня
- Посадокова швидкість: 110 км/г
- Практична стеля: 5500 м
- Швидкопідйомність біля поверхні води: 4,5 м/с
- Час набору висоти: 
• 1000 м за 4 хв
• 5500 м за 40 хв
- Навантаження на крило: 131,40 кг/м²
- Енергоозброєність: 7,13 кг/к.с.
- Максимальна дальність польоту: інформація відсутня
- Практична дальність польоту: 5200 км
- Максимальний час перебування у польоті: 19 годин

### Технічні характеристики
- Екіпаж: 2—5 чоловік[1]
- Довжина (за лінією польоту): 19,65 м
- Висота максимальна: 4,80 м
- Розмах крил: 29,50 м (Ha 139А — 27 м)[2]
- Площа крил: 130,00 м²
- Площа найбільшого перерізу фюзеляжу: 2,60 м²
- Вага порожнього: 10 300 кг
- Нормальна злітна вага: 17 100 кг
- Максимальна злітна вага: інформація відсутня
- Маса корисного навантаження: 6800 кг
- Двигуни: чотири (по два на кожному крилі) Junkers Jumo 205C
  - Максимальна сумарна потужність двигунів: 2400 к. с. 4×600 к. с. (1788 кВт)
- Об'єм палива: 6560 л
- Об'єм мастила: 600 л
- Витрата палива: 125 л/100 км
- Витрата мастила: 9 л/100 км

## Історія створення та експлуатації

Ріхард Фогт — розробник літака

Авіакомпанії «Deutsche Lufthansa» (DLH) для здійснення поштових трансатлантичних перевезень був необхідний літак, здатний стартувати [Архівовано 5 березня 2016 у Wayback Machine.] з катапульти, злітати та сідати при хвилюванні моря і мати великий запас палива. При комерційному навантаженні 500 кг вимагалася дальність польоту 5000 км зі швидкістю 250 км/г.
Згідно з цими технічними вимогами авіаконструктор Ріхард Фогт (нім. Richard Vogt, 1894—1979) запропонував «Проєкт-15» — один з найестетичніших гідролітаків свого часу. Авіакомпанія замовила три дослідних літака, що отримали позначення Ha 139. Роботи почалися восени 1935. Опрацювання конструкції та складання [Архівовано 24 вересня 2015 у Wayback Machine.] перших двох літаків проходили дуже швидко. Для військового використання наприкінці 1935 був запропонований «Проєкт-20» — розвідник-бомбардувальник, який, проте, не викликав інтересу у Рейхсміністерства авіації Третього Рейху.
У жовтні 1936 шеф-пілот «Blohm & Voss» Гельмут Вааса Родіг (нім. Helmut Wasa Rodig) випробував машину. Перший збудований компанією «Hamburger Flugzeugbau GmbH» (авіаційний підрозділ «Blohm & Voss» GmbH) літак — Ha 139 V1 «Nordmeer» (укр. «Північне море»), було передано авіакомпанії Deutsche Lufthansa у березні 1937, згодом надійшов Ha 139 V2 «Nordwind» (укр. «Північний вітер»). Використовувалися з гідроавіаносців «Фрисландія» (нім. «Friesenland») та «Швабія» (нім. «Schwabenland»), здійснивши сім трансатлантичних рейсів між Орта (Азорські острови) та Нью-Йорком із серпня по кінець листопада 1937. Середня швидкість в західному напрямку була 228 км/г, у східному — 250 км/г. Третій та останній літак — Ha 139 V3 Nordstern (укр. Полярна зірка) збудовано на початку 1938, мав збільшений розмах крил (29,50 м) та двигун Junkers Jumo 205С. Налітав, разом з V1 і V2 загалом 597 годин у 26 трансатлантичних рейсах. До початку Другої світової війни гідролітаки здійснювали рейси в Німеччину, Італію, Бразилію, експлуатувалися у південній частині Атлантики. До кінця 1939 успішно здійснили 100 рейсів: 40 у північній та 60 у південній Атлантиці.
На початку Другої світової війни всі три Ha 139 передано Люфтваффе. Використовувалися як далекий розвідник та розвідник погоди, транспортний літак, тральщик та літак швидкого реагування. Всі три літаки експлуатувалися Люфтваффе кілька років, але у 1942 V1 та V3 пустили на запчастини для V2, через брак останніх. Ha 139 V2 вдалося прослужити до 1944.

## Версії

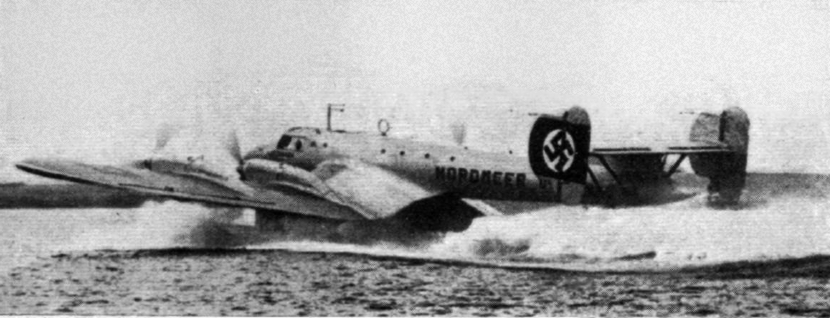
Ha 139 Nordmeer (Північне море)

### Ha 139 V1
Заводський номер 181, бортовий номер D-AMIE, військовий код P5+KH.
Перший прототип, побудовано в 1936. Перший політ здійснив у жовтні 1936, передано авіакомпанії Deutsche Lufthansa у березні 1937. У DLH отримав назву Ha 139A «Nordmeer».
Виведено з експлуатації у 1942 та передано на запчастини для V2.

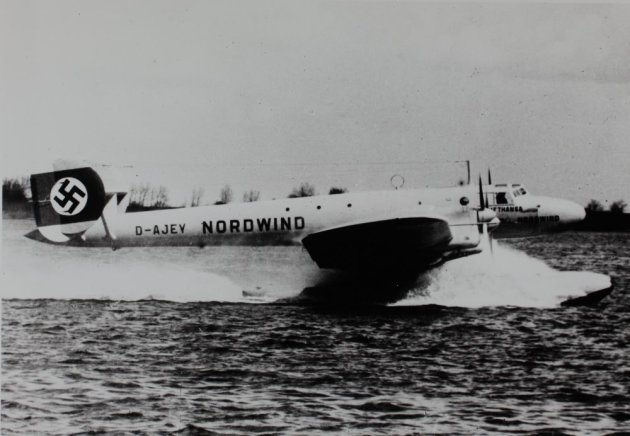
Ha 139 «Nordwind» («Північний вітер»), 1938

### Ha 139 V2
Заводський номер 182, бортовий номер D-AJEY, військовий код P5+JH.
Другий прототип, побудовано на початку 1937. Передано DLH у червні 1937. У DLH отримав назву Ha 139A «Nordwind». Перший трансатлантичний переліт здійснено 24 серпня 1937. Навесні 1938 почав здійснювати регулярні рейси поштового зв'язку у Південній Атлантиці, між Банжул (Гамбія) і Натал (Бразилія).
Виведено з експлуатації у 1944.

#### Модернізації Ha 139 V1 та V2
Літаки серії-А були перероблені за зразком Ha 139B/Umbau. Здійснювали розвідувальні і транспортні польоти під час боїв у Норвегії у складі KG.zbv108 See, діючи з Норденейя і доставляючи в норвезькі фіорди військове спорядження та інші вантажі для ізольованих частин Вермахту.

### Ha 139 V3/U1

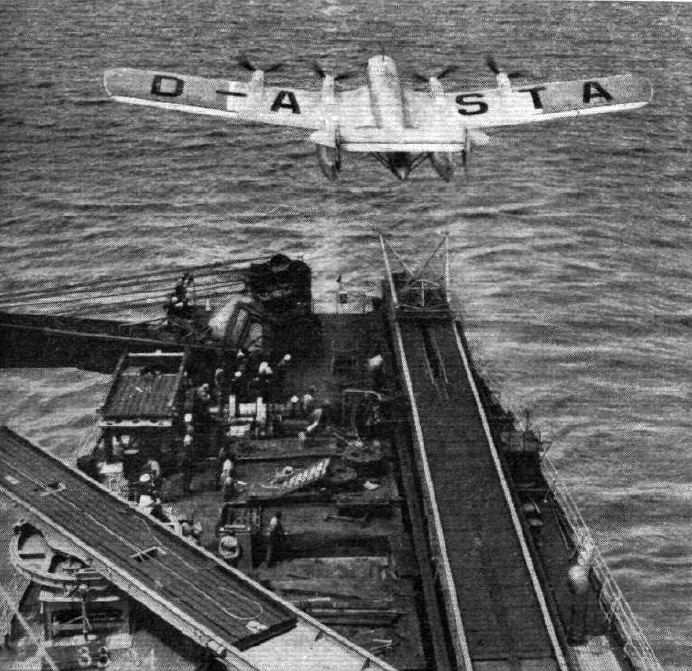
Ha 139 «Nordstern» катапультується з судна бази гідролітаків «Friesenland», 1938

Заводський номер 217, бортовий номер D-ASTA, військовий код P5+EH.
Третій прототип, збудовано на початку 1938. Передано DLH навесні 1938. У DLH отримав назву Ha 139B «Nordstern». Між 21 липня та 19 жовтня 1938 Ha 139 V3 зробив декілька польотів між Орта та Нью-Йорком[недоступне посилання з червня 2019] по Північно-Атлантичному маршруту.

#### Модернізації Ha 139 V3/U1
(Зовнішнє зображення) [Архівовано 6 березня 2016 у Wayback Machine.]
Ha 139B/Umbau — модернізовано в Венцендорфі. Носову частину подовжили і обладнали місцем спостерігача. Встановлено чотири кулемета MG 15 та навігаційне обладнання. Злітна вага зросла до 19 000 кг. Модифікований літак здійснив перший політ 19 січня 1940 на Балтиці після запуску з катапульти судна бази гідролітаків «Фрисландія». Екіпаж складався з обер-лейтенанта графа Шака і фліге-капітана Шустера. Після випробувань спочатку літав у складі «Трансокеанської ескадрильї» (нім. Trans-Ozean Staffel), яка потім в січні 1941 увійшла до складу 1-ї ескадрильї 406-го полку берегової авіації (1./Ku.Fl.Gr.406). Ця частина була в основному оснащена літаючими човнами Do 18, які були посилені п'ятьма Do 26. Ha 139B/Umbay переважно вів розвідку погоди в Арктиці.
Ha 139B/MS — мінний тральщик (Minensucher).

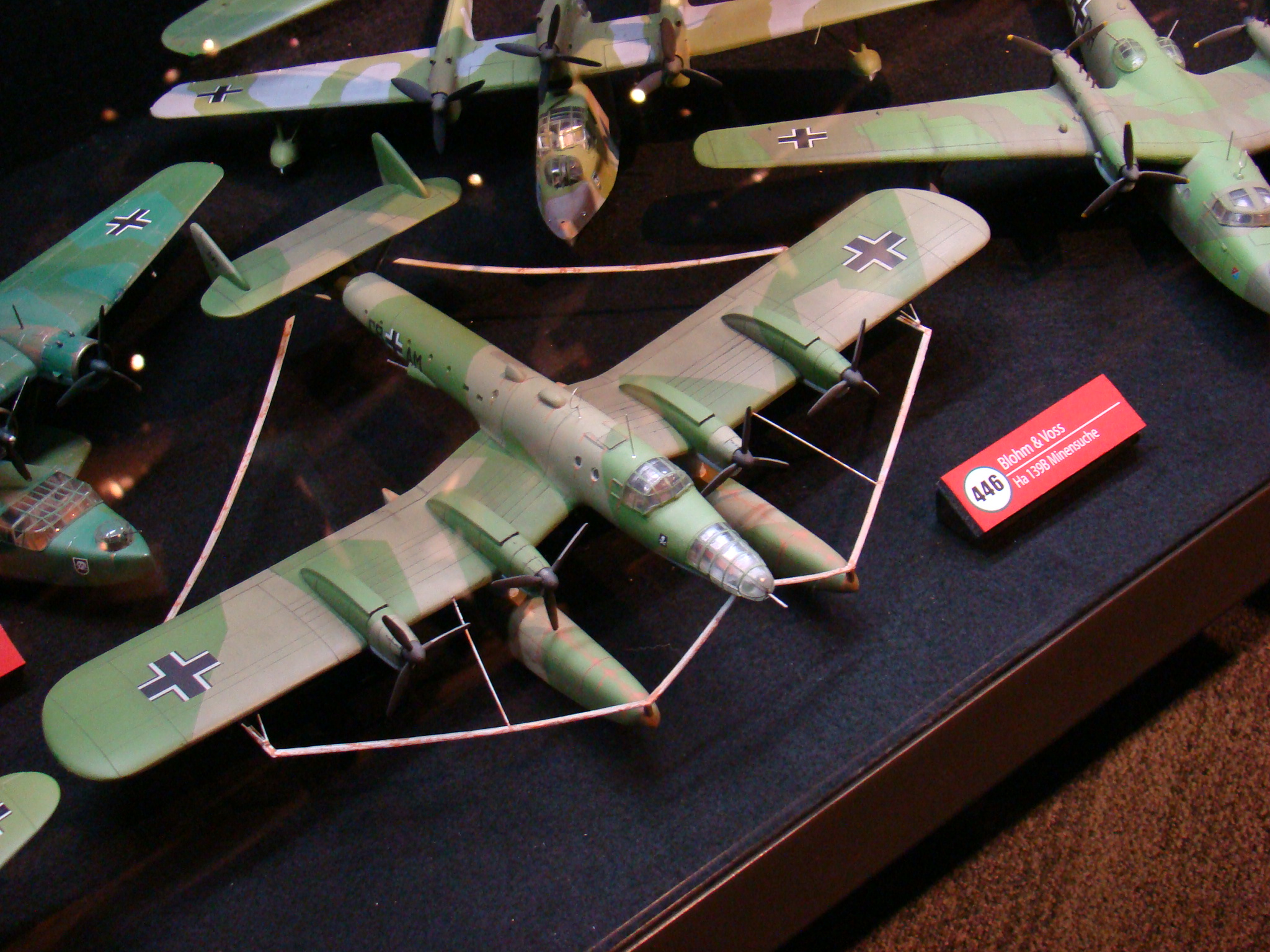
Модель Ha 139B/MS в масштабі 1/72. Музей авіації у м. Сієтл, США

У 1942 Ha 139B/Umbay знову був модифікований — вже в мінний тральщик Ha 139B/MS. Незвичайна за формою магнітна обмотка [Архівовано 8 березня 2017 у Wayback Machine.] йшла від носа фюзеляжу вниз до поплавців, згодом вгору до кінцівок крил, а потім до оперення.
Виведено з експлуатації у 1942 та переданий на запчастини для V2.

## Опис літака
Фюзеляж суцільнометалевий, з тонким округлим монококом та досить малим міделем. Набір фюзеляжу складався з ряду вертикальних шпангоутів, з'єднаних стрингерами з дюралюмінію. Обшивка з листового дюралюмінію кріпилася на заклепках з потаємними голівками. Літак мав рознесене хвостове оперення, стабілізатор кріпився на обтічному пілоні до хвостової частини фюзеляжу і підтримувався чотирма підкосами. До кінців стабілізатора кріпилися два кіля. Рулі напрямку були забезпечені ваговою і аеродинамічною компенсацією.
Кабіна екіпажу довжиною 3,5 м і об'ємом 6,5 м³ розташовувалася в передній частині, трохи попереду площини обертання гвинтів. Дозволяла розмістити двох пілотів поруч та була обладнана подвійним керуванням. Відразу за пілотами праворуч сидів бортінженер, а ліворуч радист. Фонар кабіни мав розсувні панелі з боків та в стелі. Відсік для вантажу та пошти розміщувався за лонжероном і був недоступний екіпажу.
Крило мало вигляд літери «W», типу перевернутої чайки із трубчастими [Архівовано 4 березня 2016 у Wayback Machine.] лонжеронами, що слугували паливними баками. Центроплан (літаки серії-А) був розмахом 16 м, до нього з кожної сторони кріпилися відокремлені частини з довжиною по 5,5 м кожна. Постійна по всьому розмаху хорда крила дорівнювала 4,6 м. В крило були врізані елерони. Між елеронами і фюзеляжем перебували закрилки. Моторні рами кріпилися до лонжерона центроплана. Єдиний лонжерон центроплана розташовувався в першій третині хорди і являв собою циліндричну трубу, зварену із сталевих листів. Цей лонжерон займав всю висоту профілю і служив паливним баком об'ємом 6560 л. До лонжерону кріпилися нервюри і стрингери, виготовлені з дюралюмінію. З дюралюмінію була виконана й обшивка крила.
Поплавці [Архівовано 4 березня 2016 у Wayback Machine.] з дюралюмінію, двореданні, кріпилися до зламу крила на вертикальних сталевих стійках, закритих обтічниками. У передній частині поплавці мали невелику кілеватість, боковини вертикальні, а верх закруглений. Кожен поділявся водонепроникними перегородками на дванадцять відсіків, що гарантувало збереження пла́вності літака і при значних пошкодженнях поплавців. В обтічниках стійок літаків V1 та V2, до модифікації, за регульованими стулками були вмонтовані радіатори системи охолодження двигунів. На поплавцях розміщувалися швартовні пристрої.

### Двигуни Junkers Jumo 205
Встановлено чотири авіаційних дизельних двигуна Junkers Jumo 205 [Архівовано 28 листопада 2007 у Wayback Machine.]. Мотор був розвитком Junkers Jumo 204 і вважається одним з найкращих авіаційних дизелів. V1 та V2 було оснащено чотирма дизелями Junkers Jumo 205D, V3 оснащувався Junkers Jumo 205C. Повітряний гвинт «Юнкерс-Гамильтон» — трилопатевий, дюралюмінієвий, зі змінним кроком, діаметром при обертанні 3,30 м. Напрямок руху — за годинниковою стрілкою
Недоліки двигуна Junkers Jumo 205 обмежили його застосування, переважно на літаках, що мали невеликі шанси на зустріч із винищувачами противника, в першу чергу дальні морські розвідники та спеціалізовані літаки.

#### Технічні характеристики дизельного двигуна Junkers Jumo 205C

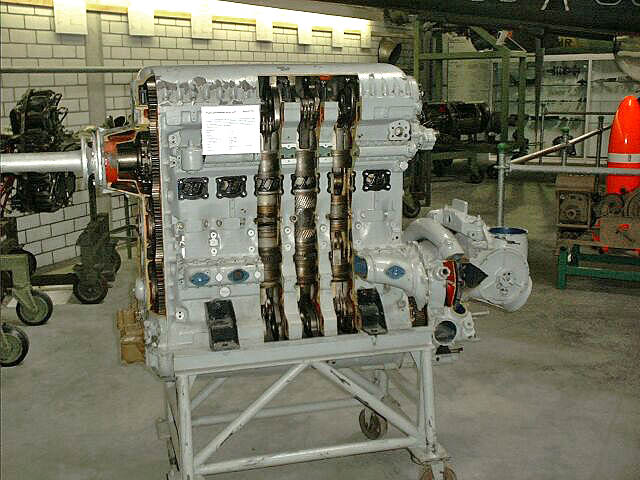
Junkers Jumo 205 у розрізі

- Введений в експлуатацію у 1936
- Тип двигуна — поршневий авіаційний дизель, двотактний
- Конфігурація — з вертикальним розташуванням циліндрів та зустрічно рухомими поршнями[Вин. 3]
- Потужність злітна (максимальна) — 600 к. с. (447 кВт) при 2200 об/хв. на рівні моря
- Потужність робоча — 500 к. с. (368 кВт) при 2100 об/хв. на висоті 3000 м над рівнем моря[10]
- Кількість поршнів — 12
- Кількість циліндрів — 6
- Діаметр циліндра: 105 мм
- Хід поршня: 160 мм
- Об'єм — 16,63 л.
- Ступінь стиснення: 17:01
- Габаритні розміри, мм: 1934×547×1325
- Суха вага, кг: 595
- Наддув: одноступінчатий механічний компресор
- Система прямого вприскування палива
- Охолодження — рідинне

## Озброєння

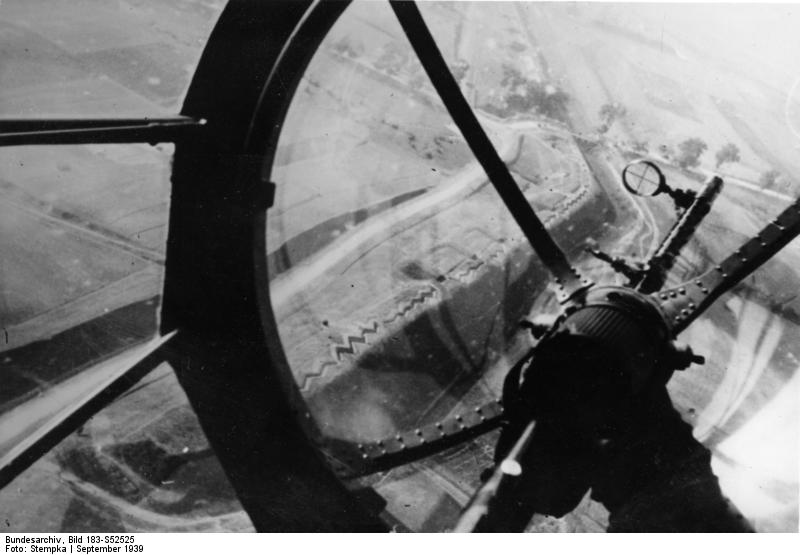
MG 15 в носовий частині He 111

На модернізованому Ha 139 V3/U1 — Ha 139B/Umbau в носовий частині на установці «Ікаріа» монтувався кулемет MG 15. Другий MG 15 використовувався радистом для стрільби через турель на даху кабіни. Ще по одному кулемету встановлювалася а «лінзах» з боків фюзеляжу. На наступній версії — Ha 139B/MS, після переобладнання у тральщик зі встановленням магнітної обмотки кулеметне озброєння було вилучено.

## Blohm & Voss BV 142 (версія для сухопутного базування)
Конструкція (окрім двигунів та шасі) та призначення літака схожі з Ha 139. Було побудовано чотири прототипи — V1 «Pollux» (бортовий номер D-AHFB, заводський № 218), V2 «Kastor» (D-ABUV, № 219), V3 (розбився 11 вересня 1940 у випробувальному центрі у м. Рехлін) та V4. Перший політ Ha 142 V1, D-AHFB відбувся 11 жовтня 1938. Після відмови від позначення «На» всі 142-і було перейменовано в BV 142. Спочатку використовувалися DLH як поштовий літак на трансатлантичних лініях, а потім у військових цілях Люфтваффе. V3 і V4 були переобладнані в транспортники і незабаром використовувались у норвезькій кампанії для доставки спорядження та перекидання військ. Прототипи VI і V2 стали далекими морськими розвідниками. Вони отримали повністю засклену носову частину, а також оборонне озброєння з п'яти кулеметів MG 15. Після цього обидві машини були передані в 2-гу ескадрилью Aufkl.Gr.Ob.dL, в якій потім виконували розвідувальні польоти над Англією. Всі чотири літаки виведено з експлуатації у 1942.
| Прототип | Зав. № | Цивільн. № | Військ. № | Рік  | Стисла історія |
| -------- | ------ | ---------- | --------- | ---- | --- |
| V1       | 218    | D-AHFB     | PC+BB     | 1938 | Перший політ відбувся 11 жовтня 1938. У Люфтваффе — далекий морський розвідник. Виведено з експлуатації у 1942                                                                                |
| V2       | 219    | D-ABUV     | PC+BC     | 1939 | У Люфтваффе — далекий морський розвідник. Переобладнання закінчено навесні 1940. Отримав позначення BV 142 V2/U1 [Архівовано 8 березня 2017 у Wayback Machine.]. Виведено експлуатації у 1942 |
| V3       | 437    | Відсутній  | PC+BD     | 1940 | У Люфтваффе — транспортник. Розбився 11 вересня 1940 |
| V4       | 438    | Відсутній  | PC+BE     | 1940 | У Люфтваффе — транспортник. Виведено з експлуатації у 1942 |

### Характеристики BV 142 V2/U1
- Екіпаж: 6
- Довжина: 20,45 м
- Розмах крил: 29,50 м
- Висота: 4,44 м
- Площа крил: 126 м²
- Вага порожнього: 11 090 кг
- Нормальна злітна вага: 16 575 кг

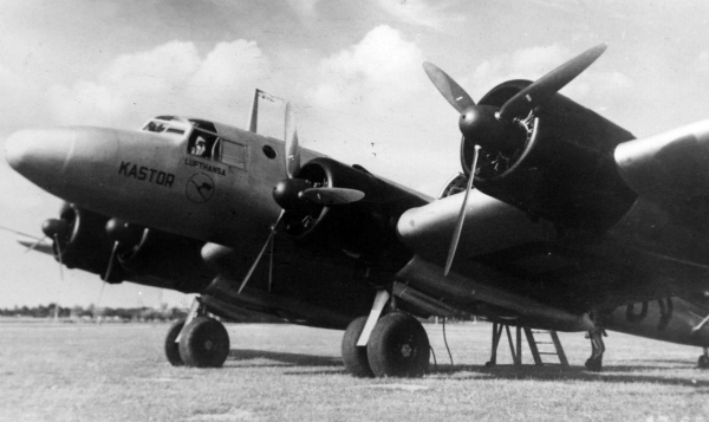
V2 «Kastor» у DLH, після модернізації — BV 142 V2/U1

- Силова установка: 4 радіальних поршневих двигуна BMW 132H-1, 9-цил. з повітряним охолодженням, 880 к. с. (656 кВт)
- Гвинти: трилопатевий, дюралюмінієвий, зі змінним кроком, діаметром при обертанні 3,30 м
- Максимальна швидкість: 371 км/г на рівні моря
- Крейсерська швидкість: 323 км/г на висоті 2000 м
- Практична стеля: 9000 м
- Практична дальність польоту: 3872 км
- Скоропідйомність: 6,67 м/с
- Об'єм палива: 6560 л
- Об'єм мастила: 600 л
- Озброєння: 5×7,92 мм кулеметів MG 15
- Бомби: 4×100 кг або 8×50 кг[11]